# 四和村 (広島県)
四和村（しわむら）は、広島県佐伯郡にあった村。現在の廿日市市の一部にあたる。

## 地理
- 河川：木野川（小瀬川）[1]
- 山岳：大峰山[1]

## 歴史
- 1889年（明治22年）4月1日、町村制の施行により、佐伯郡虫所山村、中道村、飯山村、栗栖村が合併して村制施行し、四和村が発足[2][3]。
- 1955年（昭和30年）4月1日、佐伯郡津田町、浅原村、玖島村、友和村と合併し、佐伯町を新設して廃止された[2][3]。

### 地名の由来
合併旧4村の和合団結を願って命名。

## 産業
- 農業、養蚕、材木、薪、製炭[2]。